# Servantes de l'Immaculée
Ne doit pas être confondu avec Servantes de l'Immaculée Conception de Parme.
Les servantes de l'Immaculée (en latin : Congregatio Sororum Ancillarum ab Immaculata)  forment une congrégation religieuse féminine hospitalière de droit pontifical.

## Histoire
En 1872, le Père Donat Giannotti (1828-1914) fonde un orphelinat pour garçons et un autre pour filles, dans une maison louée à Santa Maria Capua Vetere. Au fil du temps, certaines des filles devenues majeures décident de créer un institut destiné à la prise en charge des filles orphelines. La première œuvre porte le nom de « retraite pieuse des servantes de Marie Immaculée » où les sœurs et les filles vivent ensemble, suivant les constitutions inspirées par Gianotti.
En 1879, les servantes de Marie Immaculée s'inscrivent dans le Tiers-Ordre franciscain avec l'approbation du cardinal Apuzzo. Le 30 mai 1906, les premières sœurs prennent l'habit et élisent Virginia Arena comme supérieure.
À la mort du fondateur en 1914, les sœurs deviennent progressivement cloitrées et travaillent auprès des orphelines tout en se consacrant à la fabrication du lin, au tissage du coton et à la broderie. C'est pour cette raison qu'elles restent dans la maison-mère ; c'est seulement en 1925 qu'elles ouvrent, pour la première fois, une autre communauté, pour servir dans le séminaire de Capoue, ce qui implique la dispense nécessaire de la clôture.
Le 15 septembre 1938, la congrégation religieuse est reconnue de droit diocésain et ses constitutions sont définitivement approuvées par décret de l'archevêque de Capoue. L'institut reçoit l'approbation pontificale le 24 mai 1947, ce qui permet une nouvelle période d'expansion en Italie puis l'ouverture des missions aux Philippines en 1987 et au Brésil en 1995.

## Activités et diffusion
Les sœurs se consacrent aux œuvres de miséricorde, en particulier au soin des enfants sans protection ou orphelins.
Elles sont présentes en Italie, au Brésil et aux Philippines.
En 2017, la congrégation comptait 102 sœurs dans 20 maisons.